# Škrgorepci
Škrgorepci ali ribje uši (znanstveno ime Branchiura) so skupina rakov z nejasnim taksonomskim statusom. Vsi predstavniki so zajedavski; večina zajeda na ribah, nekatere vrste pa lahko imajo za gostitelje tudi dvoživke.

## Opis
Po telesni zgradbi so nekoliko podobni ceponožcem, zato nekateri avtorji menijo, da sta skupini sorodni. Njihova najočitnejša značilnost so razmeroma dobro razvite sestavljene oči in velik koš (karapaks), ki pokriva celotno telo razen zadka. Oba para tipalnic sta reducirana in majhna, iz prvega para izraščata velika kavlja za pritrditev na gostitelja. Zajedavskemu načinu življenja so prilagojene tudi obustne okončine, ki so oblikovane za prebadanje in sesanje, oprsne okončine pa so normalno razvite. Imajo jih dva para in z njimi lahko škrgorepci hodijo ali plavajo kadar niso pritrjeni na gostitelja. Zadek je majhen in nečlenjen, gledano od spodaj je srčaste oblike; v njem so glavne mišice za sesanje krvi.
Parijo se na gostitelju, nato pa samica oplojena jajčeca odloži na dno. Pravkar izlegle ličinke so že podobne odraslim živalim in so prav tako zajedavske.
Živijo tako v slanih kot v sladkih vodah, kjer prosto plavajo naokrog in se prisesavajo na tam živeče ribe, s katerimi pridejo v stik. Po njej se splazijo do škržnega poklopca, kjer se pričnejo prehranjevati s sluzjo ali odpadlimi luskami ali prebodejo kožo in pričnejo sesati telesne tekočine. Poleg neposredne škode - če majhno ribico ali paglavca napade več škrgorepcev, žival pogosto pogine - se rane, ki jih povzročajo, hitro okužijo z glivami ali drugimi patogeni. V tem pogledu imajo škrgorepci tudi ekonomski vpliv, kadar se namnožijo v ribogojnicah ali akvarijih.

## Taksonomija
V skupino uvrščamo okrog 173 danes živečih opisanih vrst. Po trenutno veljavni klasifikaciji uvrščamo vse v en sam red, Arguloida (po nekaterih virih »Arguloidea«) z eno samo družino, Argulidae, je pa bila nedavno predlagana še druga družina, Dipteropeltidae. Sorodni so ceponožcem.
Po morfoloških in drugih znakih sklepajo, da gre za eno od izvornih skupin v razredu Maxillopoda, vendar se njihovi fosili niso ohranili, verjetno zaradi mehkega skeleta.